# Cygnus (svemirska letjelica)
Cygnus je potrošna američka teretna svemirska letjelica koju je razvila tvrtka Orbital Sciences Corporation, a danas je proizvodi i lansira Northrop Grumman Space Systems kao dio NASA -inog programa Commercial Resupply Services (CRS). Lansira ga Northrop Grummanova raketa Antares ili ULA -in Atlas V i dizajniran je za transport zaliha do Međunarodne svemirske postaje (ISS) nakon povlačenja američkog Space Shuttlea. Od kolovoza 2000. godine, misije za opskrbu ISS- a redovito su letjele ruskom svemirskom letjelicom Progress, kao i europskim automatiziranim prijenosnim vozilom i japanskim H-II prijenosnim vozilom. Sa svemirskom letjelicom Cygnus i SpaceX Dragonom, NASA nastoji povećati svoje partnerstvo s domaćim komercijalnim zrakoplovstvom i aeronautikom.
Cygnus je latinizirana grčka riječ za labuda i sjeverno zviježđe.

## Razvoj
Budući da Rocketplane Kistler nije mogao ispuniti obveze financiranja za svoja lansirna vozila K-1 prema uvjetima sporazuma COTS, NASA je 18. listopada 2007. odlučila raskinuti svoj ugovor s Rocketplane Kistlerom i ponovno dodijeliti njegov ugovor nakon natječaja. Dana 19. veljače 2008. NASA je objavila da je odabrala Orbital Sciences kao novog pobjednika. Dana 23. prosinca 2008. NASA je tvrtki Orbital Sciences dodijelila ugovor vrijedan 1,9 milijardi dolara u sklopu programa Commercial Resupply Services (CRS). Prema ovom ugovoru, Orbital Sciences pristao je isporučiti do 20 tona tereta na ISS do 2016. u osam letova svemirskih letjelica Cygnus.
Do travnja 2010. Orbital je prikazao model svemirske letjelice za dostavu tereta Cygnus u punoj veličini na Nacionalnom svemirskom simpoziju (NSS) u Colorado Springsu, CO.
Lansiran na Antaresu (preimenovanom u Taurus II) raketi-nosaču srednje klase ili Atlasu V, prvi let Cygnusa prvotno je planiran za prosinac 2010.· Pokazna misija Cygnus uspješno je lansirana 18. rujna 2013. Dana 12. siječnja 2014. prva planirana misija opskrbe Cygnusa stigla je na svemirsku postaju; kapsula je nosila božićne darove i svježe voće za astronaute. Dolazak letjelice je odgođen, prvo zbog potrebe za popravkom stanice, a zatim zbog hladnog vremena na mjestu lansiranja i sunčevih baklji koje su prisilile na odgode.·
S lansiranjem Orb CRS-4 na Atlasu V u prosincu 2015., poboljšana verzija Cygnusa imala je svoj debi. Iako je od početka planirano letjeti u petoj misiji, neuspjeh Orb CRS-3 i kasniji prelazak na Atlas V značili su odgodu. Međutim, unaprijeđenja u pakiranju i dodatnim mogućnostima Atlasa omogućile su povećanje nosivosti na 3,500 kg.

## Dizajn
Svemirska letjelica Cygnus sastoji se od dvije osnovne komponente: Modula za teret pod tlakom (PCM) i Servisnog modula (SM). PCM proizvodi Thales Alenia Space u Torinu (Italija). Početni PCM imaju praznu masu od 1.500 kg i obujam 18 m 3. Servisni modul izradio je Orbital ATK i temelji se na njihovim sabirnicama svemirskih letjelica GEOStar i LEOStar kao i komponentama iz razvoja svemirske letjelice Dawn. Ima bruto masu od 1.800 kg s propulzijom koju osiguravaju potisnici koji koriste hipergolična pogonska goriva hidrazin i didušikov tetroksid (masa pogonskog goriva je 800 kg). Servisni modul može proizvesti do 4 kW električne energije preko dva solarna niza od galij arsenida. Dutch Space je 12. studenog 2009. objavio da će osigurati solarne panele za prvu svemirsku letjelicu Cygnus.
Četvrta i sve naredne svemirske letjelice Cygnus planirane su u "poboljšanoj" varijanti, jer je standardna varijanta povučena iz upotrebe. Oni će koristiti rastegnuti PCM od 1800 kilograma (prazna težina) koji povećava unutarnji volumen na 27 m 3 i servisni modul koristit će Orbital ATK Ultraflex solarne nizove koji će osigurati istu količinu energije kao prethodni solarni nizovi, ali uz manju masu. Novi gornji stupanj koji je izradio Orbital ATK, Castor 30XL, koristit će se zajedno s poboljšanim Cygnusom; zbog snažnijeg gornjeg stupnja i lakših solarnih nizova, korisni teret koji Cygnus može isporučiti na ISS povećat će se za 700 kg.
Tijekom nominalnih CRS misija, Cygnus manevrira blizu Međunarodne svemirske postaje, gdje robotska ruka Canadarm2 hvata svemirsku letjelicu i vezuje je za zajednički mehanizam za sidrenje na modulu Harmony na sličan način kao japansko H-II i umirovljeni SpaceX Dragon, ali ne i drugo aktivno američko CRS Dragon 2 vozilo, koje pristaje autonomno. Za tipične misije, planirano je da Cygnus ostane na vezu oko 30 dana. Za razliku od Dragona 2 i ranijeg Dragona, Cygnus ne nudi mogućnost vraćanja tereta. Međutim, može se napuniti zastarjelom opremom i smećem za destruktivni ponovni ulazak, slično ruskim vozilima Progress.
Prethodno planirana varijanta Cygnusa bi zamijenila PCM s Unpressurized Cargo Module (UCM), temeljenom na NASA-inom ExPRESS Logistics Carrieru, i koristila bi se za prijevoz tereta bez tlaka, kao što su ISS orbitalne zamjenske jedinice. Druga predložena varijanta bi zamijenila PCM s modulom povratnog tereta (RCM), koji bi omogućio Cygnusu da vrati teret na Zemlju.

### Varijanta modula Lunar Gateway
U kolovozu 2019. NASA je odlučila samostalno koristiti svoj dizajn za Minimal Habitation Module (sada poznat kao Habitation and Logistics Outpost ili HALO) Lunar Gatewaya za Northrop Grumman Innovation Systems, koji je nudio minimalistički dizajn od 6,3 x 3 metra koji se temelji izravno na poboljšanom Cygnusu, kao i veći dizajn od 7 metara s 4,4 metra koji se također temelji na Cygnusu, na čijoj vanjskoj strani će se dodati radijalni priključni priključci, radijatori montirani na tijelo (BMR), baterije i komunikacijske antene. Northrop Grumman Innovation Systems odlučio se za izradu minimalističkog dizajna, koji nudi prednost kompatibilnosti komponenti i ubrzanog testiranja sustava za održavanje života na postojećim svemirskim letjelicama Cygnus. Dana 5. lipnja 2020. NASA je tvrtki Northrop Grumman Innovation Systems dodijelila ugovor vrijedan 187 milijuna dolara za dovršetak preliminarnog dizajna HALO-a. NASA će potpisati zasebni ugovor s Northropom za proizvodnju HALO-a i za integraciju s Power and Propulsion Elementom (PPE), koji gradi Maxar.

## Vanjske poveznice
- Orbital Sciences news page for Cygnus
- NASA Commercial Resupply Mission Update : Northrop Grumman
- Thales Alenia Space page for Cygnus
- Computer animation of the Standard Cygnus delivering cargo to the ISS - Youtube